# Đỗ Duật Minh
Đỗ Duật Minh (giản thể: 杜聿明; bính âm: Dù Yùmíng; 1903–1981) là một tư lệnh chiến trường Quốc dân đảng trong Chiến tranh Trung-Nhật lần thứ 2 và Nội chiến Trung Hoa từ 1945 - 1949.
Là một thuộc hạ tin cậy của Tưởng Giới Thạch, Đỗ tốt nghiệp khóa 1 Trường quân sự Hoàng Phố. Trong Chiến tranh Trung-Nhật lần thứ 2, ông chỉ huy Quân đoàn 5 Quốc dân đảng trong Chiến dịch Trường Sa thứ nhất và Trận Quế Nam.
Trong Thế chiến II, ông cũng chỉ huy Quân đoàn 5 Quân đội Cách mạng Quốc dân trong Trận đường Vân Nam – Miến Điện từ giữa tháng 3 đến đầu tháng 6 năm 1942, tại Mặt trận Miến Điện dưới quyền Trung tướng Joseph Stilwell. Khi Quân đội Anh tan rã và bỏ mặc quân Trung Hoa, Đỗ buộc phải ra lệnh rút quân trong hỗn loạn, dẫn đến tổn thất 50,000 binh lính. Tuy nhiên, Đỗ cũng bị chỉ trích vì bỏ qua kiến nghị của tướng Tôn Lập Nhân rằng đường quay lại Trung Hoa rất nguy hiểm và vì thế nên rút sang Ấn Độ cùng người Anh. Hầu hết binh lính dưới quyền Đỗ chết trong rừng núi Miến Điện vì bệnh dịch và đói khát hay bị giết bởi lính phe Trục. Trong khi đó, quân của Tôn rút lui có trật tự về Ấn Độ.
Sau chiến tranh, Đỗ giúp tăng cường sức mạnh phe Quốc dân ở Tây Nam khi loại bỏ Long Vân, quân phiệt Vân Nam vào tháng 10 năm 1945. Đỗ sau đó được chuyển đến Mặt trận Đông Bắc để củng cố lực lượng Quốc dân đảng. Trong hầu hết Nội chiến, ông là Tư lệnh chiến trường ở Mãn Châu và Đông Trung Hoa.
Về cuối cuộc chiến chống Cộng sản, Đỗ dự đoán chính xác rằng Thiếu tướng Quách Nhữ Khôi (郭汝瑰), một trong những sĩ quan tham mưu tin cẩn nhất của Tưởng, là một điệp viên cộng sản, nhưng bằng chứng duy nhất mà ông có là không giống như hầu hết những sĩ quan Quốc dân đảng tham nhũng, ông này là người trong sạch. Rõ ràng, đây không phải là lý do chính đáng và Tưởng rất tức giận khi nghe Đỗ báo cáo, vì Tưởng cho rằng lý lẽ như vậy hàm ý rằng tất cả những người quốc gia đều tham nhũng, và chỉ có những người cộng sản mơi trong sạch, chưa kể vợ của Đỗ cũng từng là cộng sản.
Đỗ bị bắt làm tù binh trong Chiến dịch Hoài Hải và giam giữ trong nhà tù cộng sản cho tới khi được ân xá năm 1959, sau đó ông được tưởng thưởng một vị trí cao trong Hội nghị Chính hiệp Nhân dân Trung Hoa, được cho là vì Chính phủ Trung Quốc muốn thuyết phục con rể ông, nhà khoa học được giải Nobel Vật lý Dương Chấn Ninh quay lại Trung Hoa. Điệp viên cộng sản mà Đỗ nghi ngờ năm xưa cũng ở trong Hội nghị Chính hiệp và hai người trở thành bạn bè.